# Волинь (газета, 1941-1944)
Волинь — газета, яка виходила двічі на тиждень у Рівному під час німецької окупації у період з 1 вересня 1941 року до 7 січня 1944 року. 
На чолі редакції стояли: вересень 1941 р. – березень 1942 р. – Улас Самчук, березень – травень 1942 р. – Степан Скрипник, травень 1942 р. – липень 1943 р.  –  Андрій Мисечко, липень 1943 р. – січень 1944 р. – Петро Зінченко.
Видавці: Степан Скрипник (після війни Патріарх Мстислав), Іван Тиктор (послідовно).
Для “Волині” писали Олена Теліга, повстанський художник Ніл Хасевич, директор Рівненського міського театру, український балетмейстер і хореограф Анатоль Демо-Довгопільський, просвітянський діяч Неофіт Кибалюк, священики о. Юрій Шумовський та о. Михайло Носаль, колишній міністр УНР, агроном Євген Архипенко, архітектор, дослідник народно-церковної архітектури Волині Леонід Маслов, поет і драматург Авенір Коломиєць, громадська діячка Харитина Кононенко. З Галичини надсилали свої твори письменники Василь Щурат, Уляна Кравченко, Іван Филипчак, Федір Дудко; з Кременеччини – Сергій Даушков; з Києва – Євген Яворівський та Петро Олійник; з Луцька – Микола Книш; громадська діячка Зінаїда Мірна з Праги, письменники Анатоль Курдидик, Євген Маланюк, Юрій Горліс-Горський, Тодось Осьмачка, Віталій Юрченко. Кореспондентами видання в інших країнах були такі відомі літератори, як Євген Онацький  (Рим), Богдан Осадчук (Берлін), Володимир Приходько (Прага), Петро Олена (Холмщина).
Хронологічно історію газети “Волинь” можна поділити на три періоди: перший – вересень 1941 р. – березень 1942 р.; другий – березень 1942 р. – липень 1943 р.; третій – липень 1943 р. – початок січня 1944 р.:
- у перший період існування газети “Волинь” на її сторінках друкувалися матеріали під систематичними рубриками “Українське життя”, “Хроніка”, “Господарське життя”, “Огляд преси”, “Театр”, “На злобу дня”, “Правду в очі”, “Господарський огляд”, “Про працю міських підприємств”, “Повідомлення з фронту”, “Вісті зі світу”, “З Головної Кватири Фірера”, “Спорт”.
- у ІІ і ІІІ періодах діяльності газети “Волинь” система жанрів значно уніфікувалася, причиною цьому була жорстка цензура з боку райхскомісаріату та відтік з редакції талановитих журналістів і позаштатного активу.

Періодичність виходу “Волині”: з 1 вересня 1941 року до 19 жовтня 1941 року газета виходила один раз на тиждень, з 19 жовтня 1941 року до 7 січня 1944 року – двічі на тиждень (у четвер і неділю). 
З 1 вересня 1941 року до 4 червня 1942 року “Волинь” виходила форматом А2, з 4 червня 1942 року до останніх днів існування газета друкувалася форматом А3. Причиною зменшення вдвічі формату був, за твердженням редакції, дефіцит паперу.

Дослідники віділяють наступні найважливіші проблеми, які висвітлювались у “Волині”:
- національно-визвольна  боротьба  українського  народу  за  незалежність;
- політичне державотворення в умовах війни;
- розвінчування культу особистості Сталіна, злочинної державницької системи СРСР;
- відбудова українського господарства;
- земельна реформа;
- перебудова шкільної освіти.